# Widukind Corveyski
Widukind Corveyski, srednjeveški saški kronist, avtor kronike Res gestae Saxonicae sive annalium libri tres (Dejanja Sasov ali letopisi v treh knjigah),  pomembnega vira podatkov za zgodovino Nemčije 10. stoletja med vladanjem Otonske dinastije, * okoli 925,  † po 973.

## Življenje
Po imenu sodeč je bil verjetno potomec saškega voditelja in narodnega junaka Widukinda, omenjenega v Annales regni Francorum (Letopisi kraljestva Frankov), ki se je vojskoval s Karlom Velikim v saških vojnah od leta 777 do 785. Widukind kronist je vstopil v benediktinsko opatijo Corvey okoli leta 940/942, verjetno zato, da bi postal učitelj. Domneva se, da je takrat dopolnil 15 let. 
Leta 936 je umrl Henrik Ptičar, prvi vzhodnofrankovski kralj saške vojvodske Otonske dinastije, ki ga je nasledil njegov sin Oton I. Veliki.
Otonov vzpon na položaj nespornega vladarja nemškega kraljestva proti nejevoljnim vojvodam je na benediktinskega meniha naredil velik vtis. Po lastnem priznanju je Widukind pred pisanjem svoje Res gestae Saxonicae najprej napisal več krščanskih hagiografij. Kroniko je posvetil opatinji Matildi iz Quedlinburga, hčerki cesarja Otona Velikega, ki je bila tako kot on sam potomka saškega voditelja Widukinda. Napisal jo je po Otonovem kronanju 2. februarja 962, ki ga je opravil papež Janez XII. Imenovanje Otona za cesarja v Kroniki ni omenjen. Po povišanju Matildinega brata Otona II. za socesarja leta 967 in smrti njenega polbrata nadškofa Viljema iz Mainza leto pozneje je opatinja ostala edina pomembna članica Otonske dinastije v saških deželah pod regentom Hermanom Billungom. Widukind je morda začel pisati ali znova pisati, da bi ustvaril nekakšno ogledalo za prince.
Letopisi zajemajo obdobje do Otonove smrti 7. maja 973. Widukind je umrl verjetno kmalu za njim v opatiji Corvey.

## Delo
Res gestae Saxonicae so pomembno zgodovinsko poročilo o času Otona Velikega in Henrika Ptičarja, oblikovano po delih rimskega zgodovinarja Salustija in devterokanoničnih knjigah Makabejcev. Widukind je pisal kot Sas, ponosen na svoje ljudstvo in zgodovino, svoje pripovedi pa ni začel z Rimskim cesarstvom, ampak s kratkim povzetkom, ki izhaja iz ustno prenesene zgodovine Sasov in njihovih bojev s Franki, z jedrnatostjo, zaradi katere je njegovo delo težko interpretirati.
Widukindovo pisanje se začne z vojnami med Teoderikom I., frankovskim  kraljem Avstrazije (Metz in Reims), in Turingi, v katerih so imeli Sasi veliko vlogo. Aluzija na spreobrnitev Sasov v krščanstvo pod Karlom Velikim ga pripelje do zgodnjih saških vojvod in podrobnosti o vladavini Henrika Ptičarja, čigar pohodi so podrobno opisani. V opisu Henrikove kariere je izpustil italijanske dogodke in nikoli ni omenil papeža. Druga knjiga se začne z izvolitev Otona Velikega za nemškega kralja in obravnava upore proti njegovi oblasti. Dogodki v Italiji so spet izpuščeni. Knjiga se zaključi s smrtjo Otonove prve žene Edite Angleške leta 946. V tretji knjigi se zgodovinar ukvarja z Otonovim pohodom v Francijo , njegovimi težavami s sinom Liudolfom in njegovim zetom Konradom, vojvodom Lorene, in različnimi vojnami v Nemčiji.
Rokopis Res gestae Saxonicae sive annalium libri tres je bil prvič objavljen v Baslu leta 1532 in je danes v Britanski knjižnici. Ohranjena sta še dva druga rokopisa. Najboljšo izdajo sta leta 1935 izdala Paul Hirsch in Hans-Eberhard Lohmann v seriji Monumenta Germaniae Historica: Scriptores rerum Germanicarum za uporabo znanstvenikov. Nemški prevod je v Quellen zur Geschichte der sächsischen Kaiserzeit, ki sta ga izdala Albert Bauer in Reinhold Rau leta 1971. Angleški prevod je v nenatisnjeni doktorski disertaciji Raymonda F. Wooda  The three books of the deeds of the Saxsons, Widukind Corveyj. Pevod vsebuje uvod, opombe in vire.
Widukindu se pripisujeta tudi življenjepisa svetega Pavla in svete Tekle, ki nedvomno temeljita na Pavlovih in Teklinih delih iz 2. stoletja, vendar zdaj o njih ni več nobenih sledi.